# Trieces agilis
Trieces agilis är en stekelart som beskrevs av Valentina I. Tolkanitz 1986. Trieces agilis ingår i släktet Trieces och familjen brokparasitsteklar. Inga underarter finns listade i Catalogue of Life.